# Furukawa Ichibei

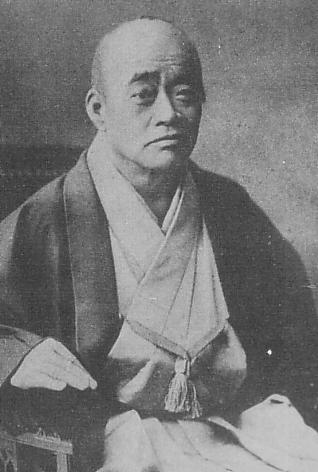
Furukawa Ichibei

Furukawa Ichibei (japanisch 古河 市兵衛; geb. 16. April 1832 in Kioto; gest. 5. April 1903) war ein japanischer Unternehmer während der Meiji-Zeit.

## Leben und Werk
Furukawa Ichibei war Sohn einer Händlerfamilie in Kioto. Er arbeitete zunächst für die Ono-Gruppe (小野組, Ono-gumi) als Seiden-Ankäufer, importierte 1871 die Ausrüstung für eine mechanische Seidenspinnerei, womit er der erste wurde, der Japan eine solche Spinnerei in Betrieb setzte. Nach dem Bankrott der Ono-Gruppe 1874 wurde er Manager eines Bergwerkunternehmens, das die Sōma-Familie (草間家) in Tohoku betrieb. Als die Sōma sich aus dem Unternehmen zurückzogen, erwarb Furukawa es mit Hilfe von  Shibusawa Eiichi. 1877 erwarb er, wieder unterstützt von Shibusawa, das ehemals dem Shogunat gehörende Ashio-Kupferbergwerk, das bereits stillgelegt worden war. Investitionen und geduldiges Suchen nach neuen Erzadern führten schließlich zum wirtschaftlichen Erfolg. 
1885 erwarb er die Innai-Silbergrube und das Ani-Bergwerk.  1887 war er schließlich im Besitz von 12 Kupfergruben, die 40 % des inländischen Kupfer produzierten. Weiter gehörten ihm 8 Silbergruben, ein Goldbergwerk und eine Reihe weiterer damit verbundener Unternehmen, so dass man ihn den „Bergbau-König“ nannte. – Er betrieb er nicht nur Bergwerke, sondern begann bald Kupferkabel für elektrische Leitungen zu produzieren. Die dafür gegründete Firma Furukawa Electric kooperierte dann mit Siemens in dem gemeinsamen Unternehmen Fuji Denki, wobei Fuji sich aus „Fu“ für Furukawa und „ji“ für Siemens zusammensetzt. Deren Tochterunternehmen Fujitsu („tsu“ steht für „tsūshin“ = Nachrichtenübertragung) ist im Bereich Informationstechnik tätig.
Furukawa vermied es, über Aktien weitere Personen an seinen Unternehmen zu beteiligen. So konnte er bei seinem Tode sein Reich komplett an seine Erben übergeben. Seine Leistungen werden allerdings durch den Umstand geschmälert, dass die rücksichtslose Kupferproduktion in Ashio zu großen Umweltschäden führte.